# Starominskaya
Starominskaya (del ruso: Староминска́я) es una stanitsa, centro administrativo del raión de Starominskaya del krai de Krasnodar, en el sur de Rusia. Está situada en la orilla izquierda del embalse de Staromiskaya sobre el río Sosyka (donde recibe al Vesiolaya), 4 km al sur de su desembocadura en el río Yeya, en las llanuras de Kubán-Priazov, 165 km al norte de Krasnodar, la capital del krai. Tenía 29 809 habitantes en 2010.
Es cabeza del municipio Staromisnkoye, al que pertenece asimismo el jútor Zholtye Kopani.

## Historia
La localidad fue fundada en 1794 como uno de los primeros cuarenta asentameintos (kuren) de los cosacos del Mar Negro en el Kubán. Fue denominado Minskoye o Misnk por el nombre de la localidad de Mena, a orillas del río Desná, cerca de Chernígov, en el norte de la actual Ucrania. En 1821 fue fundada Novominskaya, por lo que la localidad pasó a conocerse como Starominskaya ("Minskaya Vieja"). En 1861 contaba ya con 4 858 habitantes y elegía un atamán. En 1863 se construyó la primera escuela de la localidad. A principios del siglo XX Starominskaya cosntaba con dos iglesias y dos escuelas además de varios establecimientos agrícolas, industriales y comerciales. Hasta 1920 pertenecía al otdel de Yeisk del óblast de Kubán. En 1924 fue designada centro de un raión. En 1933 fue incluida en las listas negras de sabotaje por dificultar la colectivización de la tierra en la Unión Soviética, por lo que la mayor parte de la población fue represaliada, muerta por inanición o exiliada a otras zonas de la URSS. Durante la Gran Guerra Patriótica fue ocupada por la Wehrmacht de la Alemania Nazi el 5 de agosto de 1942 y liberada por el Ejército Rojo de la Unión Soviética el 3 de febrero de 1943.

## Demografía
| 1861 | 1897   | 1959   | 1970   | 1979   | 1989   | 2002   | 2010   |
| ---- | ------ | ------ | ------ | ------ | ------ | ------ | ------ |
| 4858 | 10 244 | 22 779 | 26 373 | 27 933 | 30 743 | 30 072 | 29 809 |

## Economía y transporte
Starominskaya es centro de una región marcadamente agrícola. La tierra que rodea la stanitsa es chernozem y arcilla roja.
Es un enlace ferroviario entre las líneas Timashovsk - Bataisk (ferrocarril del Cáucaso Norte) y Yeisk - Pávlovskaya. Está asimismo situada en la carretera regional R268 Krasnodar-Bataisk. La carretera federal M4 "Don" pasa por Kushchóvskaya, 50 km al este.